# O Trovão: a Mente Perfeita
O Trovão: a Mente Perfeita (NHC VI, 2) ou Trovão, Intelecto Perfeito ou ainda Mente Perfeita como o Trovão é um poema descoberto entre os manuscritos Gnósticos na Biblioteca de Nag Hammadi (Códice VI).

Pois eu sou o saber e a ignorância.
Eu sou a vergonha e a audácia.
Eu estou sem vergonha; Eu estou envergonhado.
Eu sou a força e eu sou o medo.
Eu sou a guerra e a paz.

O Trovão, Mente Perfeita 

## Conteúdo
Pois sou eu que é familiar: e a falta de familiaridade.
Sou eu a reticência: e a franqueza.
Eu estou sem vergonha; Eu estou envergonhado.
Eu sou a força e eu sou o medo.
Eu sou a guerra e a paz.

O Trovão - Intelecto Perfeito, Linhas 26-31 
de outra tradução.
Trovão, Mente Perfeita (ou Trovão - Intelecto Perfeito) é um extenso e enigmático monólogo no qual o Salvador imanente discorre sobre uma série de afirmações paradoxais sobre a natureza feminina da divindade. Estas elocuções lembram antigos enigmas de identidade da Grécia Antiga, uma forma poética popular no Mediterrâneo.
O trabalho como um todo tem a forma de um poema com estrofes paralelas e o autor, presume-se, seguiu as tradições poéticas das comunidades  egípcias e judaicas, nas quais uma divindade feminina (Isis e Sophia respectivamente) expõem suas virtudes para uma platéia atenta e a admoesta a procurar alcançá-las. Exemplos do gênero são abundantes na literatura do Antigo Testamento.
Os enigmas do poema pressupõem um mito Gnóstico clássico, como o que é encontrado na "Hipóstase dos Arcontes" ou no "Apócrifo de João".

## Datação
Sobre a data, Anne McGuire escreve: "Trovão, Mente Perfeita sobreviveu apenas na versão Copta encontrada na Biblioteca de Nag Hammadi (NHC VI,2:13,1-21,32). O autor, a data e o local da composição são desconhecidos, mas o ambiente cultural como o da Alexandria do século II ou III é o mais plausível. De toda forma, é claro que o texto foi originalmente composto em Grego bem antes de 350 dC, a data aproximada do manuscrito Copta."

## Na cultura contemporânea
Embora o poema seja uma contribuição recente para a nossa literatura, já é possível perceber os impactos na cultura contemporânea. Trechos do poema fora usados por Toni Morrison como epígrafes de suas novelas Jazz e Paraíso (Paradise). Umberto Eco incluiu uma parte dele na introdução do capítulo 50 do O Pêndulo de Foucault.
Em um filme de 2005, Jordan Scott (filha de Ridley Scott) apresenta a modelo Canadense Daria Werbowy trafegando por diversos cenários urbanos (uma boate, um táxi e em Potsdamer Platz em Berlim), tendo como pano de fundo uma leitura do poema como uma forma de comentário. Uma versão mais curta deste filme foi utilizado em um comercial da Prada com a mesma modelo para promover o lançamento do primeiro perfume da marca.
Em 17 de Abril de 1998, um episódio chamado "Anamnesis" da segunda temporada da série de TV Millennium sobre Maria Madalena citou trechos do texto.